# 동학농민혁명기념재단
동학농민혁명기념재단(東學農民革命記念財團, Donghak Peasant Revolution Foundation)은 동학농민혁명 참여자와 그 유족의 명예를 회복함을 목적으로 2004년 3월 5일 제정된 「동학농민혁명참여자등의명예회복에관한특별법」(이하 특별법) 제9조 및 부칙 제3조에 따라 2010년 2월 24일 문화체육관광부로부터 특수법인(법정법인)으로 인가받아 설립된 재단이다. 이사장은 이승우이다.

## 설립 근거
- 동학농민혁명 참여자 등의 명예회복에 관한 특별법 제9조[1]

## 설립 목적
동학농민혁명을 기념하고 그 정신을 계승하기 위한 사업을 행함으로써 민족의 대화합과 통일, 민주주의의 발전에 기여한다.(특별법 제9조)

## 주요 활동 및 업무
동학농민혁명 참여자의 애국 애족 정신을 기림으로써 민족정기를 선양하고 참여자와 그 유족의 명예를 회복하기 위한 활동을 하며, 동학농민혁명 선양사업 및 국가기념일 제정 등 각종 기념사업, 동학농민혁명기념공원(추모 공간) 조성 등 추모사업 및 조사·학술, 연구사업, 동학농민혁명기념관 운영사업을 수행한다.

## 연혁
- 2004년 3월 5일: 동학농민혁명 참여자 등의 명예회복에 관한 특별법 제정
- 2004년 9월 17일: 동학농민혁명 참여자 명예회복심의위원회 출범 및 활동(~‘09.12.31.)
- 2004년 11월 25일 :(민간재단)동학농민혁명기념재단 설립 및 활동(~‘10.2.23)
- 2010년 2월 24일: (특수법인)동학농민혁명기념재단 인가(문화체육관광부)
- 2010년 4월 19일: 재단 1기 이사회 출범(이사장 김영석, 감사 이왕재, 사무처장 이용이, 임기 3년)
- 2010년 4월 30일: 동학농민혁명기념재단 각종 규정 및 규칙 제정
- 2010년 9월 6일: 동학농민혁명기념재단 정읍 이전(주사무소)
- 2011년 1월 1일: 동학농민혁명기념관 1차 수탁운영(‘13.12.31.까지)
- 2013년 4월 19일: 재단 2기 이사회 출범(이사장 김대곤, 감사 정남기, 사무처장 윤석모, 임기 3년)
- 2013년 10월 11일: 동학농민혁명 제119주년 기념대회 개최(충북 보은군)
- 2013년 12월 3일: 동학농민혁명기념공원 조성예산 확정(38,272백만원)
- 2013년 12월 31일: 동학농민혁명기념관 2차 수탁운영(‘16.12.31까지)
- 2014년 10월 11일: 동학농민혁명 제120주년 기념대회 개최(서울특별시)
- 2014년 10월 28일: 동학농민혁명 제120주년 기념 국제학술대회 개최(서울시)

## 조직

### 이사회
- 감사

#### 이사장
- 운영위원회
- 참여자조사위원회

##### 사무처장 (동학농민혁명기념관장 겸임)
- 기념관자문위원회
- 기념사업부
- 연구조사부
- 기념관운영부

## 같이 보기
- 동학농민혁명
- 동학농민혁명기념관